# 17 Korpus Pancerny (ZSRR)
17 Korpus Pancerny (ros. 17-й танковый корпус) – jednostka pancerna Armii Czerwonej z okresu II wojny światowej.
17 Korpus Pancerny sformowany został rozkazem z 16 czerwca 1942. Dowodzony był przez gen. mjr Nikołaja Fieklenkę i podporządkowany został dowództwu Frontu Briańskiego. Następnie w składzie 1 Gwardyjskiej Armii uczestniczył w walkach prowadzonych podczas operacji Uran, zakończonej otoczeniem wojsk niemieckich walczących w Stalingradzie.
Rozkazem z 3 stycznia 1943 został przeformowany na 4 Gwardyjski Korpus Pancerny.

## Dowództwo korpusu
Dowódcy:
- gen. mjr Nikołaj Fieklenko (22.06.1942 – 15.07.1942),
- gen. mjr Iwan Korczagin[1] (15.07.1942 – 24.07.1942),
- płk Borys Bacharow (21.07.1942 – 07.08.1942),
- gen. mjr Pawieł Połubojarow (07.08.1942 – 03.01.1943),

Szefowie sztabu:
- płk Borys Bacharow (20.06.1942 – 07.09.1942),
- płk Izmaił Nagajbakow 15.10.1942 – 03.01.1943[3].

## Struktura organizacyjna
Skład 1 lipca 1942:
- 67 Brygada Pancerna
- 174 Brygada Pancerna
- 66 Brygada Pancerna
- 31 Brygada Piechoty Zmotoryzowanej[3].